# Tlacopán

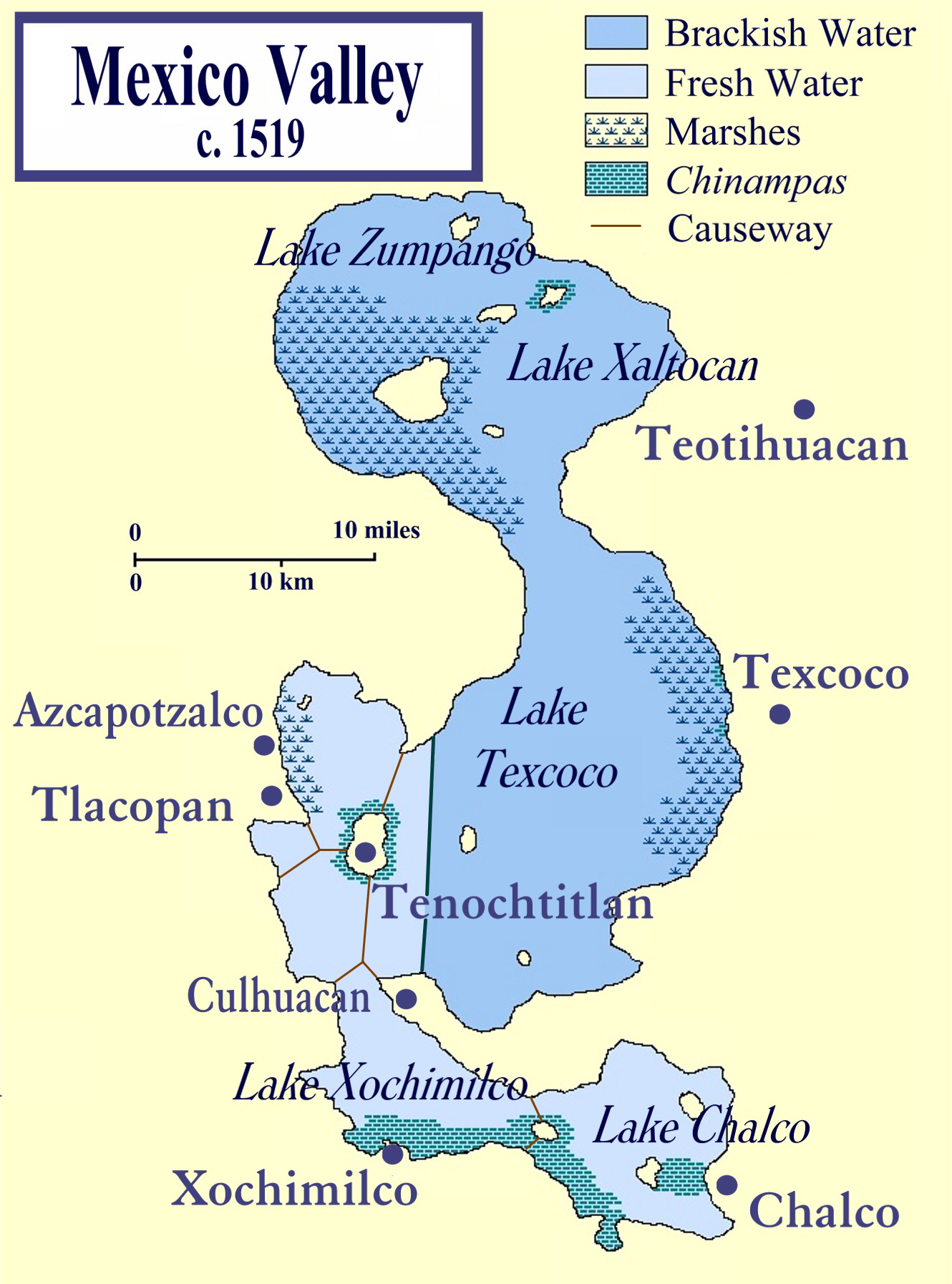
Karta över Texcocosjön med Tlacopán

Den historiska staden Tlacopán (Nahuatl Blommande växt på platt jord), nutida Tacuba är en arkeologisk plats i centrala Mexiko belägen i dagens Mexico City.

## Historia
Tlacopán grundades troligen på 1200-talet av Tepanekerfolket en grupp Mexicaindianer.
År 1428 ingick Tlacopán ett förbund med grannstäderna Tenochtitlán och Texcoco vilket lade grunden till Aztekerriket. Staden växte dock aldrig till en betydande stad i riket trots sin lojalitet mot Aztekerna.
År 1521 förstördes staden av de spanska conquistadorerna under ledning av Hernán Cortés.

## Staden
Tlacopán låg på den västra stranden av Texcocosjön i Mexikodalen och förbands med Tenochtitlán genom en damm. 
Idag återstår i stort inget från den tidigare staden.
Moderna Tacuba förblev en egen stad fram till slutet på 1900-talet då det införlivades som del i delegaciones (stadsdel) Miguel Hidalgo i Mexico City.